# 利沃尼亞大道車站
利沃尼亞大道車站（英語：Livonia Avenue station）是紐約地鐵BMT卡納西線的一個高架地鐵站，位於布魯克林布朗斯維爾利沃尼亞及凡辛德倫大道交界，設有L線（任何時候停站）列車服務。

## 車站結構
| P 月台層 | 側式月台 | 側式月台                                                                                              |
| P 月台層 | 西行     | ← 往第八大道 (蘇特大道)                                                                               |
| P 月台層 | 東行     | → 往卡納西-洛克威公園道 (新地段大道) →                                                                |
| P 月台層 | 側式月台 | |
| M        | 夾層     | 出入口、通過行人天橋連接MetroCard/OMNY 朱尼烏斯街                                                     |
| G        | 街道層   | 出入口 經車站屋 Elevator inside station house at northwest corner of Livonia and Van Sinderen Avenues |

此高架車站在1906年12月28日啟用，2005至2006年間翻新，設有兩個側式月台和兩條軌道。

## 外部連結
- nycsubway.org—BMT Canarsie Line: Livonia Avenue
- Station Reporter — L Train
- The Subway Nut — Livonia Avenue Pictures （页面存档备份，存于）
- MTA's Arts For Transit — Livonia Avenue (BMT Canarsie Line)
- Livonia Avenue entrance from Google Maps Street View （页面存档备份，存于）
- Platforms from Google Maps Street View